# NGC 1230
NGC 1230 est une lointaine et vaste galaxie lenticulaire située dans la constellation de l'Éridan. Sa vitesse par rapport au fond diffus cosmologique est de 10 628 ± 33 km/s, ce qui correspond à une distance de Hubble de 157 ± 11 Mpc (∼512 millions d'al). NGC 1230 a été découverte par l'astronome américain Francis Leavenworth en 1886.
Avec les galaxies NGC 1228, NGC 1229 et IC 1892, la galaxie NGC 1230 forme une chaîne de galaxies qui figure dans l'atlas de Halton Arp sous la cote Arp 332.

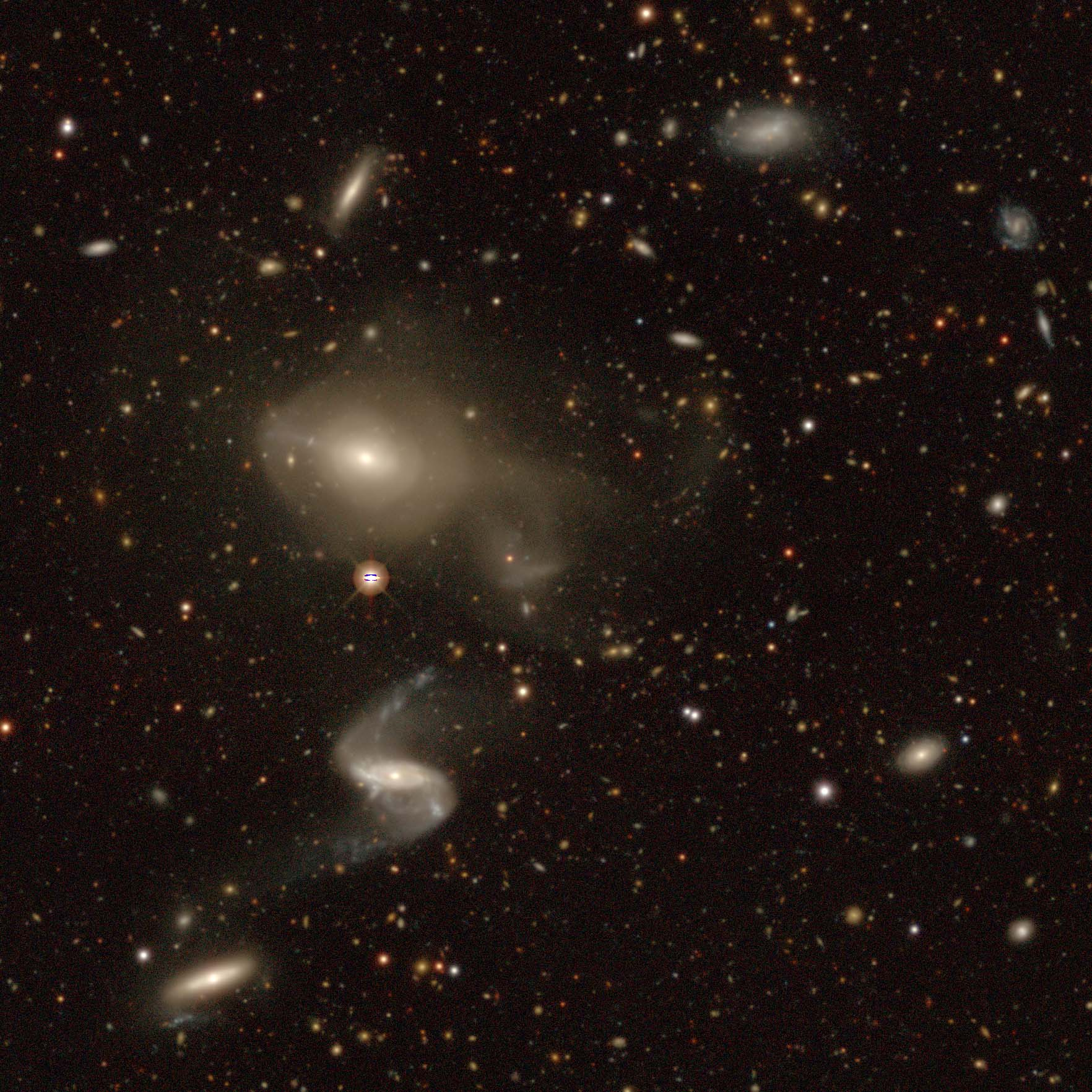
La chaîne de galaixes Arp 332 par le projet « Legacy Surveys DR10 ». De bas en haut, NGC 1230, NGC 1229 et NGC 1228.

À ce jour, une mesure non basée sur le décalage vers le rouge (redshift) donne une distance d'environ 141,000 Mpc (∼460 millions d'al). Cette valeur est l'extérieur mais compatible avec les valeurs de la distance de Hubble. Notons cependant que c'est avec la valeur moyenne des mesures indépendantes, lorsqu'elles existent, que la base de données NASA/IPAC calcule le diamètre d'une galaxie et qu'en conséquence le diamètre de NGC 1230 pourrait être d'environ 57,7 kpc (∼188 000 al) si on utilisait la distance de Hubble pour le calculer.

## Morphologie
Eskridge, Frogel et Pogge ont publié un article en 2002 décrivant la morphologie de 205 galaxies spirales ou lenticulaires rapprochées. Les observations ont été réalisées dans la bande H de l'infrarouge et dans la bande B (le bleu). Selon Eskridge et ses collègues, NGC 1230 est de type SBb dans la bande B et dans la bande H. Cette galaixie présente une barre solide alignée avec le grand axe du bulbe. Les bras commencent aux extrémités de la barre et ils sont à peu près perpendiculaires à celle-ci. Ils s'étendent à environ 180 degrés avant de s'estomper. L'extrémité des bras se redressent plutôt que de se replier en pseudo-anneau. Ces bras sont riches en nœuds où naissent des étoiles. 
Note : cette description ne correspond pas du tout à l'image obtenue par le relevé Pan-STARRS, mais elle pourrait s'appliquer à la galaxie  NGC 1229.